# Vuk Todorović
Vuk Todorović (Belgrado, 23 de abril de 1998) é um voleibolista indoor sérvio que atua na posição de levantador.

## Carreira
É membro da seleção sérvia e defende as cores do clube esloveno ACH Volley Ljubljana.